# Waiau Toa / Clarence River

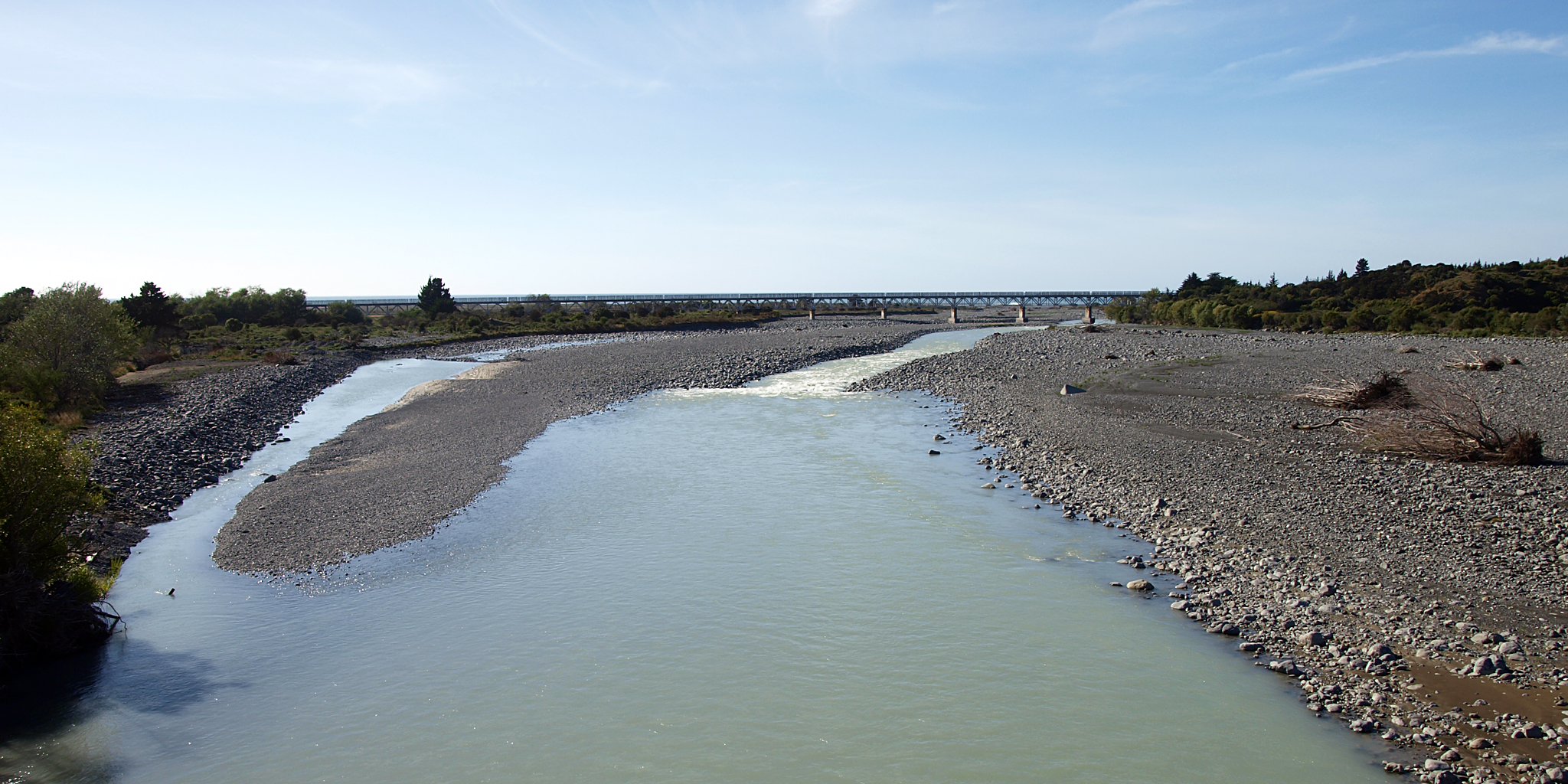
Waiau Toa / Clarence River, Flussmündung mit Eisenbahnbrücke

Der Waiau Toa / Clarence River ist mit einer Länge von rund 232 km der achtlängste Fluss Neuseelands und der fünftlängste Fluss auf der Südinsel des Landes. In der Sprache der Māori wird der Fluss Waiau-toa genannt.

## Geografie
Der Waiau Toa / Clarence River entspringt westlich des 2114 m hohen Belvedere Peak und unterhalb des Clarence Pass, der sich am nordöstlichen Ende der St James Range befindet. Knapp 12 km südlich mündet der Gletscherbach zunächst in den Gletschersee Lake Tennyson, um von dort aus knapp 3 km südsüdöstlich seinen Weg als Fluss fortzusetzen. Von dem See aus verläuft der Fluss zuerst südwärts, führt nach etwa 40 Flusskilometern einen Linksbogen aus und folgt dann der Verwerfung der Clarence Fault entlang nach Nordosten. Der gleichen Richtung folgend schlängelt sich der Fluss durch ein zerklüftetes Tal, welches durch die Inland Kaikoura Range im Nordwesten und die Seaward Kaikoura Range im Südosten gebildet wird. Nach einer 180°-Wendung um das nordöstliche Ende der Seaward Kaikoura Range herum folgt schließlich ein letzter Schwenk nach Südosten, dem Pazifischen Ozean entgegen.
Der Fluss entwässert ein Gebiet von über 3.280 km². Die Schwankungen des Wasserstandes sind wie bei fast allen neuseeländischen Flüssen groß. Der Fluss weist schon im oberen Verlauf an dem Messpunkt Jollies des National Institute of Water and Atmospheric Research (NIWA) Wasserstände zwischen 62 mm und 3.621 mm je nach Jahreszeit und Witterung auf.

## Nutzung
Der Waiau Toa / Clarence River ist für den Rafting- und den Kanu-Sport beliebt. Vom Zufluss des Acheron River aus bis zum New Zealand State Highway 1, kurz vor der Mündung in den Ozean, kann der Fluss auf einer Strecke von 175 km je nach Wasserstand befahren werden. Im Fluss bis herauf zum Gletschersee kann geangelt werden.

## Ökologie
Da im Einzugsgebiet des Flusses kaum Ansiedlungen zu finden sind, gilt der Fluss als unbelastet. Am 11. Oktober 2007 erfolgte jedoch eine Warnung der Abteilung Biosecurity des Ministry of Agriculture and Forestry (MAF). Im oberen Verlauf des Flusses war die nach Neuseeland eingeschleppte und bereits weit verbreitete Alge Didymosphenia geminata (Didymo) nachgewiesen worden.

## Legenden der Māori
„Toa“ in dem Namen Waiau-toa steht für das Männliche. Eine Geschichte der Māori bezieht sich auf die beiden Flüsse Waiau Uwha River und Waiau Toa / Clarence River, deren Quellgebiet lediglich 3 km auseinander liegt. „Waiau-uha“ und „Waiau-toa“ waren der Legende nach zwei Liebende, die getrennt wurden und in zwei Flüsse verwandelt wurden. Waiau-uha soll über die Trennung so geweint haben, dass warmer Regen fiel, der den Schnee in den Bergen schmelzen und damit die beiden Flüsse anschwellen ließ.